# حقبة الكوارك

حقبة الكوارك

يعرف عهد الكوارك أو عصر الكوارك أو حقبة الكوارك في علم الكون الفيزيائي بأنه الفترة حيث الكون في مراحل تطوره الأولى عندما اتخذت شكلها الحالي كل القوى الأساسية من الجاذبية والكهرومغناطيسية والقوة النووية القوية والضعيفة، ولكن ظلت درجة الحرارة في الكون مما يسمح للكواركات بالارتباط مع بعضها البعض مكونة الهادرونات. وقد بدأ عهد الكوارك تقريبا 10−12 من الثانية بعد الانفجار العظيم، عندما انتهت سابقتها عهد كهروضعيفة حيث أن التفاعل الكهروضعيف انقسم إلى قوة نووية ضعيفة وكهرومغناطيسية. وقد امتلأ الكون ببلازما كوارك-غلوون الكثيفة والحارة، وقد احتوت على كواركات ولبتونات وجسيماتها المضادة. كانت الاصطدامات نشطة جدا مما سمح للكواركات بالتجمع على شكل ميزونات أو باريونات. وقد انتهى عهد الكوارك عندما أصبح عمر الكون 10−6 من الثانية، بعدما سقط معدل طاقة التفاعلات إلى مادون طاقة ربط الهادرونات. تعرف الحقبة التالية بعدما حصرت الكواركات داخل الهادرونات بعهد الهادرون.